# Primera División Regional Aficionados de Castilla y León
La Primera División Regional Aficionados (antes conocida como Regional Preferente) es la sexta categoría de competiciones de fútbol en Castilla y León.
Históricamente compuesto por 36 equipos, desde la temporada 2023/24 reúne a 32 equipos divididos en dos grupos de 16 equipos cada uno, entre los que se distribuyen por proximidad geográfica las 9 provincias de la comunidad. Su organización corre a cargo de la Real Federación de Castilla y León de Fútbol.
La competición se disputará por el sistema de liga a doble vuelta, en dos fases: Primera o fase regular, y Segunda o de play-off de ascenso.

## Grupos

### Grupo A
- Ávila
- Burgos
- Palencia
- Segovia
- Soria

### Grupo B
- León
- Salamanca
- Valladolid
- Zamora

## Ascensos y descensos
Como en anteriores ediciones, el primer clasificado de cada grupo ascenderá de forma directa a la categoría inmediatamente superior, en este caso la Tercera Federación. Desde la temporada 2021-22, la tercera plaza de ascenso se disputará entre los segundos y terceros clasificados de cada grupo, los cuales disputarán un play-off compuesto de dos rondas de eliminatorias directas a partido único. La primera ronda enfrentará al segundo de un grupo contra el tercero del otro grupo, enfrentándose los ganadores de ambas eliminatorias en la segunda ronda. La vuelta de cada eliminatoria se disputará en el campo del equipo mejor clasificado en la fase regular, o en su defecto al que tenga mejor puntuación. Al contrario que como se hizo antes de la reestructuración de las categorías intermedias de la liga española no se contemplarán ascensos extra para cubrir las plazas vacantes en el Grupo VIII de la Tercera Federación, ni siquiera las producidas por ascensos.

## Equipos 2025-2026

### Grupo A
| Equipo                        | Fundación | Ciudad                 | Provincia | Estadio                |
| ----------------------------- | --------- | ---------------------- | --------- | ---------------------- |
| CyD Cebrereña                 | 1949      | Cebreros               | Ávila     | El Mancho              |
| C.D. Belorado                 | 1988      | Belorado               | Burgos    | El Calvario            |
| Briviesca C.F.                | 1970      | Briviesca              | Burgos    | Diego Dávila Álvarez   |
| Burgos International Football | 2022      | Burgos                 | Burgos    | José Manuel Sedano     |
| Capiscol C.F.                 | 2009      | Burgos                 | Burgos    | Teodoro Tejedor        |
| CD Internacional Vista Alegre | 2009      | Burgos                 | Burgos    | José Manuel Sedano     |
| Villarcayo Nela CF            | 1972      | Villarcayo             | Burgos    | El Soto                |
| C.F. Venta de Baños           | 1943      | Venta de Baños         | Palencia  | Amador Alonso          |
| C.D. Villamuriel              | 1976      | Villamuriel de Cerrato | Palencia  | Rafael Vázquez Sedano  |
| C.D. Coca                     | 2019      | Coca                   | Segovia   | C.M. Coca              |
| UD El Espinar-San Rafael      | 1976      | El Espinar             | Segovia   | Los Llanos             |
| Turégano C.F.                 | 1950      | Turegano               | Segovia   | El Burgo Turégano      |
| C.D. Calasanz                 | 1986      | Soria                  | Soria     | José Andrés Diago 1    |
| C.D. Golmayo-Camaretas        | 2018      | Golmayo                | Soria     | Francisco Rubio 4      |
| C.D. San José de Soria        | 1978      | Soria                  | Soria     | San Juan               |
| Sporting Uxama                | 1924      | Burgo de Osma          | Soria     | E.M. del Burgo de Osma |

### Grupo B
| Equipo                     | Fundación | Ciudad            | Provincia  | Estadio                        |
| -------------------------- | --------- | ----------------- | ---------- | ------------------------------ |
| C.D.F. Cubillos            | 2020      | Cubillos del Sil  | León       | La Era de Cubillos             |
| La Bañeza F.C.             | 1956      | La Bañeza         | León       | La Llanera                     |
| S.D. Ponferradina "B"      | 1963      | Ponferrada        | León       | Compostilla Vicente del Bosque |
| C.D. Sariegos del Bernesga | 2022      | Sariegos          | León       | La Namilla                     |
| C.D. Béjar Industrial      | 1951      | Béjar             | Salamanca  | Mario Emilio                   |
| Ciudad Rodrigo C.F.        | 1953      | Ciudad Rodrigo    | Salamanca  | Francisco Mateos               |
| C.D.F. Helmántico          | 2023      | Salamanca         | Salamanca  | Ángel Pérez Huerta 1           |
| Salamanca C.F. UDS "B"     | 2016      | Salamanca         | Salamanca  | Anexos Estadio Helmántico      |
| Betis C.F.                 | 1942      | Valladolid        | Valladolid | Nemesio Gómez "Peque"          |
| CD La Cistérniga C.F.      | 2003      | La Cistérniga     | Valladolid | C.M. La Cistérniga             |
| C.D. Laguna                | 1963      | Laguna de Duero   | Valladolid | La Laguna                      |
| Victoria C.F.              | -         | Valladolid        | Valladolid | Luis Minguela                  |
| C.D. Benavente             | 1948      | Benavente         | Zamora     | Luciano Rubio                  |
| Moraleja C.F.              | 2022      | Moraleja del Vino | Zamora     | C.M. Moraleja del Vino         |
| C.D. Noname                | 2023      | Zamora            | Zamora     | Anexos Ruta de la Plata 1      |
| Zamora C.F. "B"            | 1968      | Zamora            | Zamora     | Anexos Ruta de la Plata 1      |

## Palmarés de campeones
Los equipos que NO figuran en negrita fueron campeones de sus respectivos grupos o subgrupos, pero no lograron el ascenso a Tercera División.

### Regional Preferente Oeste[1]
| Temporada | Grupo único            | | Más equipos ascendidos                            |
| 1970/71   | Zamora CF              | CF Júpiter Leonés |                                                   |
| 1971/72   | CF Béjar Industrial    | |                                                   |
| 1972/73   | CD Salmantino          | |                                                   |
| 1973/74   | CD Béjar Industrial    | |                                                   |
| 1974/75   | Zamora CF              | |                                                   |
| 1975/76   | SD Ponferradina        | |                                                   |
| 1976/77   | SD Gimnástica Arandina | CD Salmantino Burgos Promesas CF CF Venta de Baños Real Valladolid Promesas                                                                                          |                                                   |
| 1977/78   | UD Cacabelense         | |                                                   |
| 1978/79   | CD Béjar Industrial    | CD Benavente |                                                   |
| 1979/80   | CA Bembibre            | Gimnástica Medinense SD Fabero CD Guardo CD Universitario La Bañeza CF Atlético Astorga CyD Leonesa Promesas CP Salas Ciudad Rodrigo CF CD Cristo Olímpico CD Toreno |                                                   |
| 1980/81   | UD Toresana            | CD Ejido CD Laguna |                                                   |
| Temporada | Grupo A                | Grupo B | Más equipos ascendidos                            |
| 1981/82   | CD Cristo Olímpico     | SDyC Coyanza | La Bañeza CF (Grupo B)                            |
| 1982/83   | Burgos Promesas CF     | CD Ejido | CD Universitario (Grupo A)                        |
| 1983/84   | CF Briviesca           | CyD Leonesa Promesas | CD Olmedo (Grupo A) CD Béjar Industrial (Grupo B) |
| 1984/85   | CD Guardo              | C Cultural de León | Racing Lermeño (Grupo A)                          |
| 1985/86   | CD Laguna              | CD Benavente | CD Herrera (Grupo A)                              |

### Regional Preferente/Primera División Regional de Castilla y León
| Temporada                                                   | Grupo A                                       | Grupo B                                               | Grupo C | Más equipos ascendidos                              |
| ----------------------------------------------------------- | --------------------------------------------- | ----------------------------------------------------- | --- | --------------------------------------------------- |
| Regional Preferente de Castilla y León                      |                                               |                                                       | |                                                     |
| 1986/87                                                     | SC Uxama                                      | UD Cacabelense                                        | Arévalo e Hijos | Endesa Ponferrada CF (Grupo B) CD Velilla (Grupo A) |
| 1987/88                                                     | Arandina CF                                   | CD Ejido                                              | CD Barrio San José | CD Hullera (Grupo B)                                |
| 1988/89                                                     | CF Briviesca                                  | La Bañeza CF                                          | CD Whisky DYC |                                                     |
| 1989/90                                                     | CD Aguilar                                    | SD Fabero                                             | Real Monterrey CF | C Atlético Burgalés (Grupo A)                       |
| 1990/91                                                     | CF Venta de Baños                             | Cultural de León                                      | | CD Béjar Industrial (Grupo B) SC Uxama (Grupo A)    |
| 1991/92                                                     | SD Covaleda (Grupo A-1) CD Guardo (Grupo A-2) | CD Laguna (Grupo B-1) CD Ribera Carrizo (Grupo B-2)   | RCD Ribert (Grupo B-1) |                                                     |
| 1992/93                                                     | CD Aguilar                                    | Endesa Ponferrada CF                                  | CD Guardo (Grupo A) |                                                     |
| 1993/94                                                     | CD Tardajos                                   | CD Betis CF                                           | CD Íscar Industrial (Grupo B) |                                                     |
| 1994/95                                                     | Atlético Burgalés                             | CD Benavente                                          | Atlético Astorga FC (Grupo B) |                                                     |
| 1995/96                                                     | Burgos CF                                     | CD Béjar Industrial                                   | CD Nava Molduras (Grupo A) |                                                     |
| 1996/97                                                     | CD Tardajos                                   | Endesa Ponferrada CF                                  | Cuéllar CF (Grupo A) CyD Leonesa "B" (Grupo B) Garray CF (Grupo A)                                                                   |                                                     |
| 1997/98                                                     | CD Becerril                                   | CD Benavente                                          | Norma San Leonardo CF (Grupo A) |                                                     |
| 1998/99                                                     | SD Almazán                                    | CD Boecillo                                           | Arandina CF (Grupo A) Gimnástica Medinense (Grupo B) CD Betis CF (Grupo B) CF Venta de Baños (Grupo A) Atlético Astorga FC (Grupo B) |                                                     |
| Primera División Regional de Aficionados de Castilla y León |                                               |                                                       | |                                                     |
| 1999/00                                                     | AD Las Navas                                  | UD Santa Marta                                        | | SD Hullera Vasco-Leonesa (Grupo B)                  |
| 2000/01                                                     | CD Numancia de Soria "B"                      | Atlético Tordesillas                                  | SD Almazán (Grupo A) |                                                     |
| 2001/02                                                     | CD Aguilar                                    | CD Guijuelo                                           | CF Promesas Ponferrada (Grupo B) UD Grupo Río Vena (Grupo A)                                                                         |                                                     |
| 2002/03                                                     | Arandina CF                                   | UD Santa Marta                                        | SC Uxama (Grupo A) |                                                     |
| 2003/04                                                     | Racing Lermeño                                | CD Íscar                                              | CD Cristo Atlético (Grupo A) CD Huracán Z (Grupo B)                                                                                  |                                                     |
| 2004/05                                                     | CyD Cebrereña                                 | CA Bembibre                                           | CD Universidad de Valladolid (Grupo B)                                                                                               |                                                     |
| 2005/06                                                     | CD La Granja                                  | SD Ponferradina "B"                                   | Burgos CF "B" (Grupo A) CD Laguna (Grupo B)                                                                                          |                                                     |
| 2006/07                                                     | CD Cristo Atlético                            | UD Santa Marta                                        | SD Almazán (Grupo A) |                                                     |
| 2007/08                                                     | CD Aguilar                                    | Atlético Astorga                                      | CyD Cebrereña (Grupo A) |                                                     |
| 2008/09                                                     | Racing Lermeño                                | Atlético Tordesillas                                  | GCE Villaralbo CF (Grupo B) CF Venta de Baños (Grupo A)                                                                              |                                                     |
| 2009/10                                                     | CyD Cebrereña                                 | SD Ponferradina "B"                                   | CD Cristo Atlético (Grupo A) |                                                     |
| 2010/11                                                     | CD La Granja                                  | UD Salamanca "B"                                      | CD La Virgen del Camino (Grupo B) CD Burgos Promesas 2000 (Grupo A) CD Béjar Industrial (Grupo B) CD Estructuras Tino (Grupo A)      |                                                     |
| 2011/12                                                     | CD Cuéllar Balompié                           | UD Santa Marta                                        | Unami CP (Grupo A) |                                                     |
| 2012/13                                                     | CyD Cebrereña                                 | La Bañeza FC                                          | CD Becerril (Grupo A) SD Atlético Tordesillas (Grupo B) CD Burgos (Grupo A)                                                          |                                                     |
| 2013/14                                                     | CD Mirandés "B"                               | GCE Villaralbo CF                                     | CD Burgos Promesas 2000 (Grupo A) CD Villa de Simancas (Grupo B) CD Palencia Balompié (Grupo A)                                      |                                                     |
| 2014/15                                                     | SC Uxama                                      | UD Santa Marta                                        | CD Villamuriel (Grupo A) Ciudad Rodrigo CF (Grupo B)                                                                                 |                                                     |
| 2015/16                                                     | Real Ávila CF                                 | Unionistas de Salamanca CF                            | CD San José (Grupo A) |                                                     |
| 2016/17                                                     | Real Burgos CF                                | Salamanca CF UDS                                      | CD Becerril (Grupo A) |                                                     |
| 2017/18                                                     | CF Briviesca                                  | Júpiter Leonés                                        | CD La Granja (Grupo A) UD Santa Marta (Grupo B)                                                                                      |                                                     |
| 2018/19                                                     | CD Becerril                                   | Salamanca CF UDS "B"                                  | CD Mirandés "B" (Grupo A) |                                                     |
| 2019/20                                                     | CD Colegios Diocesanos                        | CD Peñaranda de Bracamonte                            | CyD Cebrereña (Grupo A) |                                                     |
| 2020/21                                                     | Palencia CF (Grupo A-1) Unami CP (Grupo A-2)  | SD Ponferradina "B" (Grupo B-1) CD Ribert (Grupo B-2) | Ciudad Rodrigo CF (Grupo B-2) |                                                     |
| 2021/22                                                     | CD Becerril                                   | SD Ponferradina "B"                                   | Unami CP (Grupo A) |                                                     |
| 2022/23                                                     | DiocesÁvila UCAV                              | CD Laguna                                             | CD Villaralbo (Grupo B) |                                                     |
| 2023/24                                                     | CF Briviesca                                  | Ciudad Rodrigo CF                                     | CD Atlético Mansillés (Grupo B) CD Mojados (Grupo B)                                                                                 |                                                     |
| 2024/25                                                     | C.D. Colegios Diocesanos                      | Unionistas de Salamanca CF "B"                        | CD Numancia de Soria "B" (Grupo A)                                                                                                   |                                                     |

## Estructura de categorías en Castilla y León para la temporada 2025/26
| 1ª | Primera División                        | 0 equipos                                                 |
| 2ª | Segunda División                        | 4 equipos                                                 |
| 3ª | Primera Federación                      | 3 equipos                                                 |
| 4ª | Segunda Federación                      | 7 equipos                                                 |
| 5ª | Tercera Federación                      | 18 equipos (Grupo VIII)                                   |
| 6ª | Primera División Regional Aficionados   | 32 equipos (2 grupos)                                     |
| 7ª | Primera División Provincial Aficionados | 138 equipos (9 grupos)                                    |
| 8ª | Segunda División Provincial Aficionados | 60 equipos (Ávila, León, Salamanca, Segovia y Valladolid) |
| 9ª | Tercera División Provincial Aficionados | 29 equipos (Valladolid, 2 grupos)                         |